# Alex Megane
Alex Megane (bürgerlich Axel Jäger; * 1978 in Greifswald), auch bekannt als Alex M., ist ein deutscher DJ und Musikproduzent. Er ist insbesondere in den Bereichen der House-, Hands-Up- und Trance-Musik aktiv. Er ist ebenfalls Gründungsmitglied und heute einziges Bestandteil des Trance-Projekts Cosmic Culture.

## Karriere

### Bis 2004: Musikalische Anfänge im Trance
Jägers Interesse widmete sich bereits in jungen Jahren der Musik. Ausschlaggebend war dafür der Musikunterricht. Weiterhin nahm er am Schulchor teil, betrieb einen schulinternen Radiosender und schrieb für Schulbands diverse zweite und dritte Stimmen. Nebenbei legte er auf Schulpartys auf, wodurch er sich auch zum Produzieren eigener Lieder motivierte. Mit 17 startete er dies mit Amiga und dem Pro-Tracker im Jahr 1995. Am PC arbeitete er mit Modplug, Screamtracker, Fasttracker und ähnlichen Programmen. Später gelangte er über Reason zu Cubase und Fruityloops, die lange seine bevorzugten Programme bildeten.
Jäger veröffentlichte seine ersten Produktionen im Jahr 2001 unter dem Namen Cosmic Culture, zusammen mit Thomas Jahnke. 2003 folgte dann die erste Single Our Future. Diese wurde über das deutsche Trance- und Hard-Trance-Label „Illuminati Records“ veröffentlicht. Im Juli 2003 starb Jahnke bei einem Autounfall, woraufhin Jäger das Projekt vorerst allein weiterführte. Parallel startete er unter den Pseudonymen Alex Megane und Alex M Solokarrieren. Noch 2004 kam es zu Kollaborationen mit den Produzenten Tory Kay und dem Projekt Princess of Trance.
Als Alex M. erfolgte die erste von einer Reihe Zusammenarbeiten mit dem DJ Produzenten Sebastian Wernke-Schmiesing alias Marc van Damme. Technodisco hieß diese und wurde über das Hamburger Plattenlabel „Mental Madness“ signiert. Neben der Trance-Grundlage beider Musiker, weist diese Produktion auch Spuren von Hard-Trance sowie auch des, sich später etablierenden Hands-Up. Ein Remix von Rob Mayth im klassischen Hands-Up-Stil erreichte auf YouTube mittlerweile über 15 Millionen Aufrufe.

### 2005–2009: Kommerzieller Erfolg & Wechsel zum Hands-Up
Am 4. April 2005 veröffentlichte er als Alex Megane das Lied Hurricane, das seinen Trance-Stil verfeinerte. Dies erschien wie auch seine Debüt-Single So Today unter dem Pseudonym, über das in Österreich ansässige Plattenlabel „BE52 Records“. Bei beiden Tracks trat die Sängerin Kristine Notae als Sängerin in Erscheinung. In einem Remix-Paket interpretierte ein weiteres Mal Rob Mayth sowie auch das Dance-Projekt Cascada den Track im Hands-Up-Gewand neu. Knapp ein Jahr später stieg das Lied in die dänischen Single-Charts ein, womit es Meganes erste Chartplatzierung darstellt.
Im Mai 2005 erschien seine zweite Kollaboration mit Marc van Damme Hava Nagila. Während er sich bei dieser wie auch bei ihrem Debüt im aggressiveren Bereich bewegte, erschien noch im selben Monat mit Oceans eine ruhigere Trance-Nummer mit dem Projekt Cosmic Culture. Parallel dazu veröffentlichte er unter seinem Alex M. Pseudonym ebenfalls auf dem „Mental Madness“-Label Solo-Singles im House Bereich. Mit Strong konnte er einen europaweiten Achtungserfolg erzielen. Besonders in Polen wurde dieser Stil gefeiert.
Im Jahr 2007 wurde er mit seinem Projekt Alex Megane bei Jens Ophälders und Jens Kindervaters Plattenlabel „YAWA Recordings“ unter Vertrag genommen. Parallel entwickelte er den Stil seiner Solo-Projekte in Richtung Hands-Up-Musik. Nach einer Reihe an Produktionen, die diesem Übergang darstellen, erschien 2008 zum einen in Zusammenarbeit mit van Damme und Jorg Schmid eine Cover-Version des Tracks (I Just) Died in Your Arms sowie ein Rework seines Erfolgs Hurricane im neuen Stil. Mit dem Lied Heart of Pain nahm er mit dem Projekt Cosmic Culture seinen ursprünglichen Trance-Stil wieder auf.

### 2009–2012: Fokussierung auf House-Musik & Debüt-Album
Das Jahr 2009 brachte eine Wende in der Fokussierung von Alex Megane auf das House Genre. Unter seinem Pseudonym Alex M. veröffentlichte er zunächst mit dem Lied (I Wanna) Feel the Heat einen, auf dem Schema des Dirty-Dutch’ basierenden, Track. Im Oktober 2009 erschien die letzte Vorab-Single Let the Music Play, seines, am 11. Dezember 2009 veröffentlichten, gleichnamigen Debüt-Studioalbum Let the Music Play. Nach diesem Release meldete er sich erst knapp ein Jahr später zurück. Dies erfolgte mit der Hands-Up-Produktion Children of the Night, die gemeinsam mit Marc van Damme entstand. Parallel erschien seine Hands Up EP, die eine Reihe an Hands-Up-Remixen seines Studioalbums enthielt.
Anfang 2011 erschien eine Neuauflages des Liedes Crazy Pipe von DJ Bomba aus dem Jahr 2006. 2011 debütierte er mit der Single Gefühle auch mit seinem Projekt Alex Megane im Bereich des Commercial-House’. Zusätzlich zum neuen Stil wurde seitdem immer ein Mix im bekannten Hands-Up-Stil produziert. Diese tragen seitdem die Kennzeichnung „New Dance Mix“. Dieses Schema führte er in folgenden Produktionen fort. Hierzu wirkte er auch im, bis heute mehrere Hunderttausend Mal aufgerufenen, Musikvideo mit. Auf der Single war ebenfalls eine englische Version des Tracks mit dem Titel One Million Feelings verfügbar. Nach einem ähnlichen Muster verlief es auch ein Jahr später bei der Single Atemlos / Beautiful Day.
Im Sommer 2012 nahmen sich Megane und van Damme ihr Lied Rock the House erneut vor. Das Rework erschien am 21. September 2012. Dieses basiert auf dem Muster der, zu der Zeit sehr populären Big-Room-Musik. Turn Me On präsentiert eine Produktion im Commercial-House-Stil und enthält Vocals von Rapper Carlprit und Sängerin Caroline von Brünken. Parallel erschien eine Kompilation mit dem Titel 10 Years, angelehnt an seinen Karrierestart vor knapp 10 Jahren. Das Album enthält die größten Erfolge des Produzenten.

### Seit 2013: Genre-Variation
Zusammen mit Marc van Damme nahm er 2013 das Lied Technodisco neu auf. Unter dem Titel Technodisco 2.0 erschienen drei Neuversionen des Liedes. Der Original Mix orientierte sich melodisch auch im Drop stark am Original. Der Alternative-Mix basiert auf einem Dirty-House-Muster, während der Club-Mix durch Tujamos Big-Room-Stil inspiriert wurde.
Im September 2013 erschien das Lied We Are the Colors, für das er sich ein weiteres Mal die Sängerin Caroline von Brünken ins Studio holte. Der Titel und das Video basiert auf dem, zu der Zeit sehr gehypten Holi Festival. Der Stil ist im Gegensatz zu den Vorgänger-Singles eher ruhig gehalten. Nach dem Release einer New-Dance-Hands-Up-Version, erschien im Folgejahr ein 2K14-Remix-Bundle, bei dem die Sunloverz den Track im Big-Room- und Nick Otronic im Tech-House-angehauchten Stil abmischten. Ebenfalls 2013 arbeitete er mit dem deutschen DJ-Duo Brooklyn Bounce zusammen. Dabei entstand das Lied Can You Hear Us Calling, das im Oktober 2014 erschien. Der Track vertritt ebenfalls den Big-Room-Stil.
Im Frühjahr 2014 veröffentlichte er das Lied Heavenly Emotions, das er ebenfalls in Big-Room- und Hands-Up-Version erschien. Des Weiteren arbeitete er mit van Damme an einer Produktion, die stilistisch an die Fußball-WM 2014 in Brasilien angelehnt sein sollte. Ergebnis war eine Neuinterpretation des Liedes Carnaval de Paris von Dario G mit dem Titel Bang the Drum (Allez Allez). Für Erfolg sorgte insbesondere ein Remix von Dan Winter. Mit Tide Is High erschien am 2. Oktober 2014 die dritte Single mit Caroline von Brünken und mit  Bring Back The Night kurz darauf die vierte.
Im April 2015 veröffentlichte er das Lied Let It Go, das im Gegensatz zu seinen vorherigen Produktionen weitaus ruhiger gestaltet wurde und einen, wie zu der Zeit sehr beliebten Saxophone-Part in den Fokus setzt. Nur kurz darauf wurde sein Projekt Cosmic Culture wieder ins Leben gerufen. Eine Cover-Version von Samuel Barbers weltbekannten Thema Aidago for Strings. Dieses, sowie auch die wenige Monate später erschienene Miss a Day repräsentieren seinen klassischen Trance-Stil. Ein Club-Mix vermischt den Titel mit Spuren moderner Hands-Up und Electro-House-Musik. Waiting for the Sun ist der Titel einer weiteren Kollaboration mit Marc van Damme, die im Mai 2016 erschien. Diese wurde im typischen Big-Room-Stil produziert.
Im Winter 2016 wurde der Track Singin’ in My Mind veröffentlicht, der zusammen mit Jay Frog und Sänger Kash entstand. Dieser erschien lediglich in einer Jay-Frog- und einer Alex-M.-Version. Letztere repräsentiert Meganes erste Produktion im Bereich der Future-House-Musik. Mit Work Hard Party Harder kehrt er im Januar 2017 unter seinem Alex M. alias zu seinem typischen Commercial-House-Stil zurück. Mit Into the Blue kehrt Alex Megane dabei noch einen Schritt weiter zurück zu den Wurzeln und lässt diesen Track im Bereich des Trance bis Hands-Up-Musik erscheinen. Auf der Single ist zudem ein Remix von The Nation zu seinem Klassiker Hurricane zu finden.

## Diskografie

### Alben
| Jahr | Titel Pseudonym            | Anmerkungen                                           |
| ---- | -------------------------- | ----------------------------------------------------- |
| 2009 | Let the Music Play Alex M. | Erstveröffentlichung: 11. Dezember 2009               |
| 2010 | The Hands Up EP Alex M.    | Erstveröffentlichung: 6. August 2010 (EP)             |
| 2012 | 10 Years Alex Megane       | Erstveröffentlichung: 21. Dezember 2012 (Kompilation) |

### Singles
| Jahr | Titel Pseudonym                            | Anmerkungen                                                                |
| ---- | ------------------------------------------ | -------------------------------------------------------------------------- |
| 2003 | Our Future Cosmic Culture                  | Erstveröffentlichung: 9. April 2003                                        |
| 2004 | Time Of Your Life Cosmic Culture           | Erstveröffentlichung: 8. März 2004                                         |
| 2004 | So Today Alex Megane                       | Erstveröffentlichung: 18. März 2004                                        |
| 2004 | The Rising Sun Alex Megane                 | Erstveröffentlichung: 7. April 2004 (vs. Tory Kay)                         |
| 2004 | Technodisco Alex M.                        | Erstveröffentlichung: 21. Juli 2004 (vs. Marc van Damme)                   |
| 2004 | Love Me Eternally Cosmic Culture           | Erstveröffentlichung: 7. Dezember 2004 (vs. Princes of Trance)             |
| 2005 | Hurricane Alex Megane                      | Erstveröffentlichung: 4. April 2005                                        |
| 2005 | Hava Nagila Alex M.                        | Erstveröffentlichung: 9. Mai 2005 (vs. Marc van Damme)                     |
| 2005 | Oceans Cosmic Culture                      | Erstveröffentlichung: 17. Mai 2005                                         |
| 2005 | Little Lies Alex Megane                    | Erstveröffentlichung: 8. November 2005                                     |
| 2005 | Strong Alex M.                             | Erstveröffentlichung: 17. November 2005                                    |
| 2006 | I Think of You Alex Megane                 | Erstveröffentlichung: 24. Mai 2006                                         |
| 2006 | So Free! Alex M.                           | Erstveröffentlichung: 26. Juni 2006                                        |
| 2006 | Stand Up! Alex M.                          | Erstveröffentlichung: 6. September 2006 (vs. Marc van Damme)               |
| 2006 | Northern Star / Highway Cosmic Culture     | Erstveröffentlichung: 16. November 2006                                    |
| 2007 | I Can’t Stand It Alex M.                   | Erstveröffentlichung: 3. Januar 2007                                       |
| 2007 | Tonight (Is All We Have) Alex Megane       | Erstveröffentlichung: 26. März 2007                                        |
| 2007 | Rock the House Alex M.                     | Erstveröffentlichung: 9. Mai 2007 (vs. Marc van Damme)                     |
| 2008 | Died In Your Arms Alex M.                  | Erstveröffentlichung: 7. April 2008 (vs. Marc van Damme feat. Jorg Schmid) |
| 2008 | Something Alex Megane                      | Erstveröffentlichung: 22. April 2008                                       |
| 2008 | Hurricane 2009 Alex Megane                 | Erstveröffentlichung: 1. Dezember 2008                                     |
| 2009 | Passion (Nasty Rhythm) Alex M.             | Erstveröffentlichung: 6. März 2009                                         |
| 2009 | Heart Of Pain Cosmic Culture               | Erstveröffentlichung: 1. Mai 2009                                          |
| 2009 | (I Wanna) Feel the Heat Alex M.            | Erstveröffentlichung: 16. April 2009                                       |
| 2009 | Stars Alex Megane                          | Erstveröffentlichung: 8. Juni 2009                                         |
| 2009 | Fly Away Alex M.                           | Erstveröffentlichung: 28. August 2009 (vs. Marc van Damme)                 |
| 2009 | Let the Music Play Alex M.                 | Erstveröffentlichung: 16. Oktober 2009                                     |
| 2010 | Children of the Night Alex M.              | Erstveröffentlichung: 29. November 2010 (vs. Marc van Damme)               |
| 2011 | Crazy Pipe 2k11 Alex M.                    | Erstveröffentlichung: 11. März 2011 (vs. DJ Bomba)                         |
| 2011 | Gefühle / One Million Feelings Alex Megane | Erstveröffentlichung: 17. Juni 2011                                        |
| 2011 | Por Que No? Alex M.                        | Erstveröffentlichung: 26. August 2011 (vs. Marc van Damme)                 |
| 2011 | The Way Cosmic Culture                     | Erstveröffentlichung: 9. September 2011                                    |
| 2011 | Saturday Nite Alex M.                      | Erstveröffentlichung: 4. November 2011                                     |
| 2012 | Atemlos / Beautiful Day Alex Megane        | Erstveröffentlichung: 25. Mai 2012                                         |
| 2012 | Rock the House 2012 Alex M.                | Erstveröffentlichung: 21. September 2012 (vs. Marc van Damme)              |
| 2012 | Turn Me On Alex Megane                     | Erstveröffentlichung: 27. September 2012                                   |
| 2013 | Greatest DJ Alex M.                        | Erstveröffentlichung: 29. März 2013                                        |
| 2013 | Technodisco 2.0 Alex M.                    | Erstveröffentlichung: 26. April 2013 (vs. Marc van Damme)                  |
| 2013 | We Are the Colors Alex Megane              | Erstveröffentlichung: 20. September 2013 (feat. CvB)                       |
| 2013 | Can You Hear Us Calling Alex M.            | Erstveröffentlichung: 11. Oktober 2013 (mit Brooklyn Bounce)               |
| 2014 | Heavenly Emotions Alex M.                  | Erstveröffentlichung: 18. April 2014                                       |
| 2014 | Bang the Drum (Allez Allez) Alex M.        | Erstveröffentlichung: 6. Juni 2014 (vs. Marc van Damme)                    |
| 2014 | Tide Is High Alex Megane                   | Erstveröffentlichung: 2. Oktober 2014 (feat. CvB)                          |
| 2015 | Bring Back The Night Alex Megane           | Erstveröffentlichung: 23. Januar 2015 (feat. CvB)                          |
| 2015 | Adagio For Strings Cosmic Culture          | Erstveröffentlichung: 27. März 2015                                        |
| 2015 | Let It Go Alex M.                          | Erstveröffentlichung: 3. April 2015                                        |
| 2015 | Miss a Day Cosmic Culture                  | Erstveröffentlichung: 30. Oktober 2015                                     |
| 2016 | Waiting for the Sun Alex M.                | Erstveröffentlichung: 27. Mai 2016 (vs. Marc van Damme)                    |
| 2016 | Waiting for the Sun Alex Megane            | Erstveröffentlichung: 5. August 2016                                       |
| 2016 | Summer of Our Life Alex M.                 | Erstveröffentlichung: 23. Dezember 2016 (vs. Jay Frog feat. Kash)          |
| 2017 | Work Hard Party Harder Alex M.             | Erstveröffentlichung: 27. Januar 2017                                      |
| 2017 | Into the Blue/Hurricane 2017 Alex Megane   | Erstveröffentlichung: 24. Februar 2017                                     |